# Stefan Glaser
Stefan Glaser (* 28. August 1964) ist ein ehemaliger deutscher Fußballspieler.

## Karriere
Stefan Glaser spielte bereits in der Jugend für den 1. FC Kaiserslautern und nahm 1983 mit der Jugendnationalmannschaft an der U-18-EM teil. In diesem Wettbewerb kam er in allen drei Spielen zum Einsatz, Deutschland schied allerdings schon in der Vorrunde aus. 1983/84 absolvierte er sein erstes und einziges Bundesligaspiel für den FCK. Glaser wurde am letzten Spieltag im Spiel gegen Eintracht Frankfurt (0:3) in der 74. Minute eingewechselt. Nach Saisonende verließ er die Pfalz und ging zum Zweitligisten SV Darmstadt 98. Hier bekam er zunächst mehr Einsatzzeiten (90 Partien in drei Jahren). In der Aufstiegssaison 1987/88 hatte er jedoch nur sechs Spiele bestritten und verließ Darmstadt nach insgesamt 96 Zweitligapartien. Damit war auch seine Profikarriere beendet. 
Glaser ging in die Oberliga Südwest zu Wormatia Worms. Zwei Jahre später, 1990, wechselte er zum VfR Bürstadt, mit dem er drei Jahre lang in den unteren Tabellenregionen der Oberliga Hessen spielte. Ab 1993 war er für die SG Egelsbach aktiv, mit der er in der ersten Saison aufstieg und von 1994 bis 1997 in der Regionalliga Süd spielte. Nach der Station SG Hoechst (1997 bis 1999, Oberliga) spielte er von 1999 bis 2001 noch einmal für Wormatia Worms, ebenfalls viertklassig. Danach beendete er seine fußballerische Laufbahn.
Heute bestreitet er Spiele für die Egelsbacher Traditionself, die unter dem Namen FC Egelsbach GALA e.V. antritt.

## Nach dem Fußball
Hauptberuflich ist Stefan Glaser dieser Tage Physiotherapeut im Wormser Klinikum.

## Statistik
| Liga          | Spiele (Tore) |
| ------------- | ------------- |
| Bundesliga    | 01 (0)        |
| 2. Bundesliga | 97 (2)        |
| Regionalliga  | 80 (5)        |
| Wettbewerb    |               |
| DFB-Pokal     | 07 (0)        |